# Солнечная буря (роман)
Солнечная буря (англ. Sunstorm) — научно-фантастический роман Артура Кларка и Стивена Бакстера, написанный в 2005 году. Роман является второй частью трилогии «Одиссея времени».

## Сюжет
«Глаз» возвращает Бисезу в Лондон на следующий день после её исчезновения (9 июня 2037), хотя она постарела на 5 лет, проведенных на планете «Мир».
В этот день на Солнце появляется новое большое солнечное пятно, и солнечная активность вызывает мощный солнечный ветер. На Земле происходит геомагнитная буря, которая выводит из строя электрические системы питания и связи, а также наблюдается появление полярных сияний повсюду.
Президент Евразийского союза Мириам Грек (англ. Miriam Grec) назначает королевского астронома Шиобэн Макгоррэн (англ. Siobhan McGorran) выяснить причины этого явления. Шиобэн находит молодого ученого Юджина Мэнглса — исследователя нейтрино с космической базы «Циолковский» на обратной стороне Луны, который построил модель, которая предсказала бурю.
Ему помогает Михаил Мартынов — астрофизик со станции наблюдения за Солнцем в кратере Шеклтон на южном полюсе Луны. Модель предполагает чрезвычайно сильную солнечную вспышку 20 апреля 2042, которая уничтожит на Земле всё живое.
Все земные правительства, кроме Китая, выделяют Шиобэн ресурсы для построения защитного щита Земли в точке Лагранжа L1, чтобы отклонять солнечные лучи от Земли большим количеством линз Френеля.
Бисеза добивается встречи с Шиобэн, чтобы рассказать ей о Первенцах. Первенцы являются древнейшими существами нашей Вселенной, их жизни зародилось у первых звезд. Они больше ценят жизнь, но считают, что во Вселенной есть место только для одной цивилизации, это уменьшит потребление энергии, а следовательно отсрочит тепловую смерть Вселенной. Шиобэн верит Бисезе, поскольку та назвала правильную дату бури, которая будет совпадать с датой солнечного затмения, как подсказал ей Первенец.

## Связь с другими работами А.Кларка
Как и в «Глазе времени», Бакстер и Кларк отдают дань уважения «2001: Космическая одиссея» строками, взятыми из предыдущей книги.
- Первые слова Афины, разумного искусственного интеллекта в «Солнечной буре»: «Доброе утро, полковник Тук. Это Афина. Я готова к своему первому уроку»[1]. Это похоже на заявление, произнесенное HAL и адресованное доктору Чандра во время своей регрессии в «2001: Космическая одиссея», также подразумеваемая первыми словами HAL.
- Кроме того, незадолго до того, как ожидается потеря сознания, Афина разговаривает со своим напарником по космосу полковником Бадом Туком. Афина говорит Баду: «У меня всегда был самый большой энтузиазм по поводу миссии»[1], повторяя слова HAL Дэйву Боуману об «Открытии».
- Персонаж упоминает, что её дочь работает в команде, исследующей предполагаемый космический лифт. Космические лифты играют главную роль в ранней работе Кларка «Фонтаны рая».
- Лунная база под названием Клавиус упоминается как в «2001 году», так и в «Глазе времени».